# Hans Hass (actor)
Hans Hass (3 de septiembre de 1946 - 20 de junio de 2009), más conocido como Hans Hass, Jr., fue un músico, cantante y actor austriaco.

## Biografía
Nacido en Salzburgo, Austria, sus padres eran el pionero del buceo Hans Hass y la actriz Hannelore Schroth.
Entre 1958 y 1963 permaneció en el internado privado Stiftung Louisenlund, cerca de Schleswig. Finalizados sus estudios secundarios abandonó la escuela y fue a vivir a Berlín con su abuela, Käthe Haack. Allí, además de un breve entrenamiento para actores con la Südwestrundfunk de Stuttgart, también tomó clases de baile y canto.
Por mediación de Heino Gaze, Hass obtuvo un contrato de grabación de Decca Records, y en 1965 Werner Müller grabó un primer single con él. Con la canción „Miss Tippletown“, Hass hizo su debut en el campo de la canción Schlager alemana. Con esa canción hizo su primera actuación televisiva, en el programa "Schaufenster Deutschland". 
Tras "Miss Tippletown", Hass grabó más singles, aunque sin obtener el mismo éxito de ventas. Después viajó en gira actuando en la obra "Filumena Marturano". También compuso la música para una serie televisiva, y escribió para Lord Knud, del grupo musical The Lords, la canción "Love Is A Waiting Game". Intervino en diferentes producciones televisivas, y en 1966 actuó en el show de Gisela Schlüter "Zwischenmahlzeit" junto a su madre, Hannelore Schroth. En el verano de 1967 actuó en el Theater des Westens de Berlín con el papel principal de la ópera "Robinson 2000".
Cuando finalizó su contrato con Decca, Hass decidió trabajar con una pequeña productora, "Mondial".
Entre 1970 y 1971 Hass dio un empuje a su carrera cinematográfica, actuando en Atemlos vor Liebe, Der Hexentöter von Blackmoor, Liebling, sei nicht albern y Flug zur Hölle. A comienzos de dicha década también participó en varias expediciones de buceo de su padre, pudiendo ser visto en las películas rodadas con dicho motivo, componiendo la música de algunas de las producciones. A la vez siguió trabajando sobre el escenario, actuando en la pieza "Neapolitanische Hochzeit" junto a su madre y a su tío Carl-Heinz Schroth. 
En 1972 publicó para el sello Polydor el sencillo "Sentimental John", que no fue un éxito comercial. Sin embargo, fue bien valorada su versión de la canción estadounidense "American Pie", que estuvo entre las primeras en la lista de éxitos de ZDF. 
Tras varios fracasos en la industria musical, finalmente decidió retirarse del mundo del espectáculo a finales de los años 1970, dejando Alemania y yendo a vivir a Ibiza.
Allí se interesó en el yoga, la filosofía india y la música trascendental. Compuso y tocó música de estilo New Age, explorando la posibilidad de utilizar esa música con propósitos curativos. Produjo una serie de CDs de música ambiental, Magic Ganja: Calming, Magic Ganja: Encouraging y Magic Mushroom: Strong, con los cuales intentaba conseguir un determinado efecto sobre la conciencia sin necesidad del apoyo de las drogas.
A finales de los años 1990 Hass fundó en Múnich la empresa de productos deportivos extremos „Hans Hass Projektentwicklungsges.m.b.H.“, siendo uno de sus productos el Aquaflying, una unidad automática de buceo, entre otras ideas que intentó comercializar. Sin embargo, la empresa no tuvo éxito.
Hans Hass sufría depresión, y se suicidó por ahorcamiento el 28 de junio de 2009 en Múnich, Alemania.

## Discografía
Singles
- Glück in der Liebe / Hibbedi-hibbedi-hey-hey-hey (Decca Nr. 19.737, 1965)
- Miss Tippletown / Ein Weekend mit Dir, my Darling (Decca Nr. 19.671, 1965)
- So ein kleines bißchen Liebe / Angela (Decca Nr. 19.798, 1966)
- Liebe und Tränen / Das Wunder der Liebe (Decca Nr. 19.839, 1966)
- Ich hab sie gesehen / Ich geh den Strand entlang (Mondial Nr. 20.001, 1967)
- Jacqueline / Frühling im September (Mondial Nr. 20.005, 1967)
- Lieb’ mich / Lady Love (Mondial Nr. 20.012, 1968)
- Sentimental John / Ich liebe dich (Polydor Nr. 2.041.229, 1972)
- American Pie, Part 1/ American Pie, Part 2 (Polydor Nr. 2.041.253, 1972)
- Augen zu / Vielen Dank (United Artists Nr. 35.480, 1973)
- Was soll ich tun, mein Freund / Bald kommt die Zeit (United Artists Nr. 35.553, 1973)
- Rock-A-Dee Baby / Hallo, wie geht's? (United Artists Nr. 35.640, 1974)
- Kaufen Sie Blumen / Welche Farbe hat der Wind? (United Artists Nr. 35.732, 1974)

LP, s
- Reise in eine glückliche Zukunft (United Artists Nr. 296781, 1974)

## Filmografía (selección)
- 1969 : Van de Velde: Das Leben zu zweit - Die Sexualität in der Ehe
- 1969 : Der Hexentöter von Blackmoor
- 1969 : Hürdenlauf
- 1970 : El juez sangriento
- 1970 : Liebling, sei nicht albern
- 1970 : Atemlos vor Liebe
- 1971 : Das Geheimnis der Cheviot-Bay
- 1971 : Junge Leute wollen lieben
- 1971 : Urlaubsreport – Worüber Reiseleiter nicht sprechen dürfen
- 1971 : X312 - Flug zur Hölle
- 1972 : Jungfrauen-Report
- 1973 : Okay S.I.R. (serie TV), episodio In Bombenform
- 1973 : Tatort (serie TV), episodio Kressin und die zwei Damen aus Jade
- 1974 : Ein toter Taucher nimmt kein Gold
- 1984 : Deutschlandlied